# جوليانا جافيريا
جوليانا جافيريا (بالإسبانية: Juliana Gaviria) هو دراج كولومبي. شارك في دورة الألعاب الأولمبية الصيفية.

## روابط خارجية
- جوليانا جافيريا على موقع أرشيف الدراجات (الإنجليزية)
- جوليانا جافيريا على موقع أوليمبيديا (الإنجليزية)